# Kolnica (Grodków)
Kolnica (deutsch: Lichtenberg) ist ein Ort in der Stadt- und Landgemeinde Grodków (Grottkau) im Powiat Brzeski der Woiwodschaft Opole in Polen.

## Geographie
Das Angerdorf Kolnica liegt nordwestlich von Grodków, etwa 17 Kilometer südwestlich von Brzeg (Brieg) und etwa 40 Kilometer westlich von Opole (Oppeln) in der Schlesischen Tiefebene (Schlesische Tiefebene). Durch den Ort verläuft die Droga wojewódzka 401 und nordöstlich die Autobahn Autostrada A4.
Nachbarorte von Kolnica sind im Norden Młodoszowice (Zindel), im Westen Wierzbnik (Herzogswalde) und im Süden Wojsław (Woisselsdorf).

## Geschichte

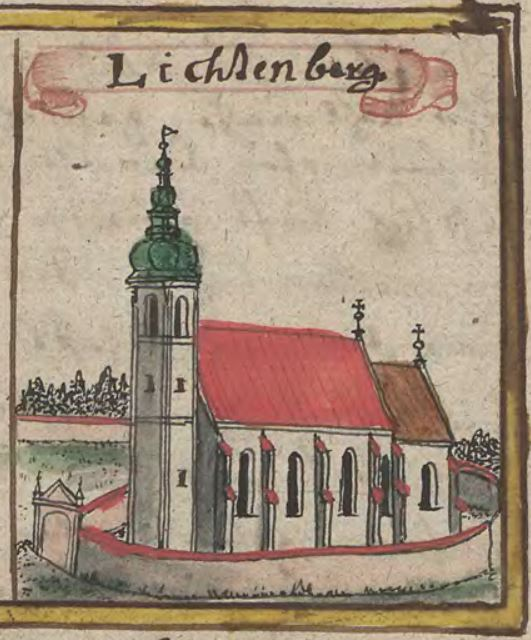
Laurentiuskirche – 18. Jahrhundert

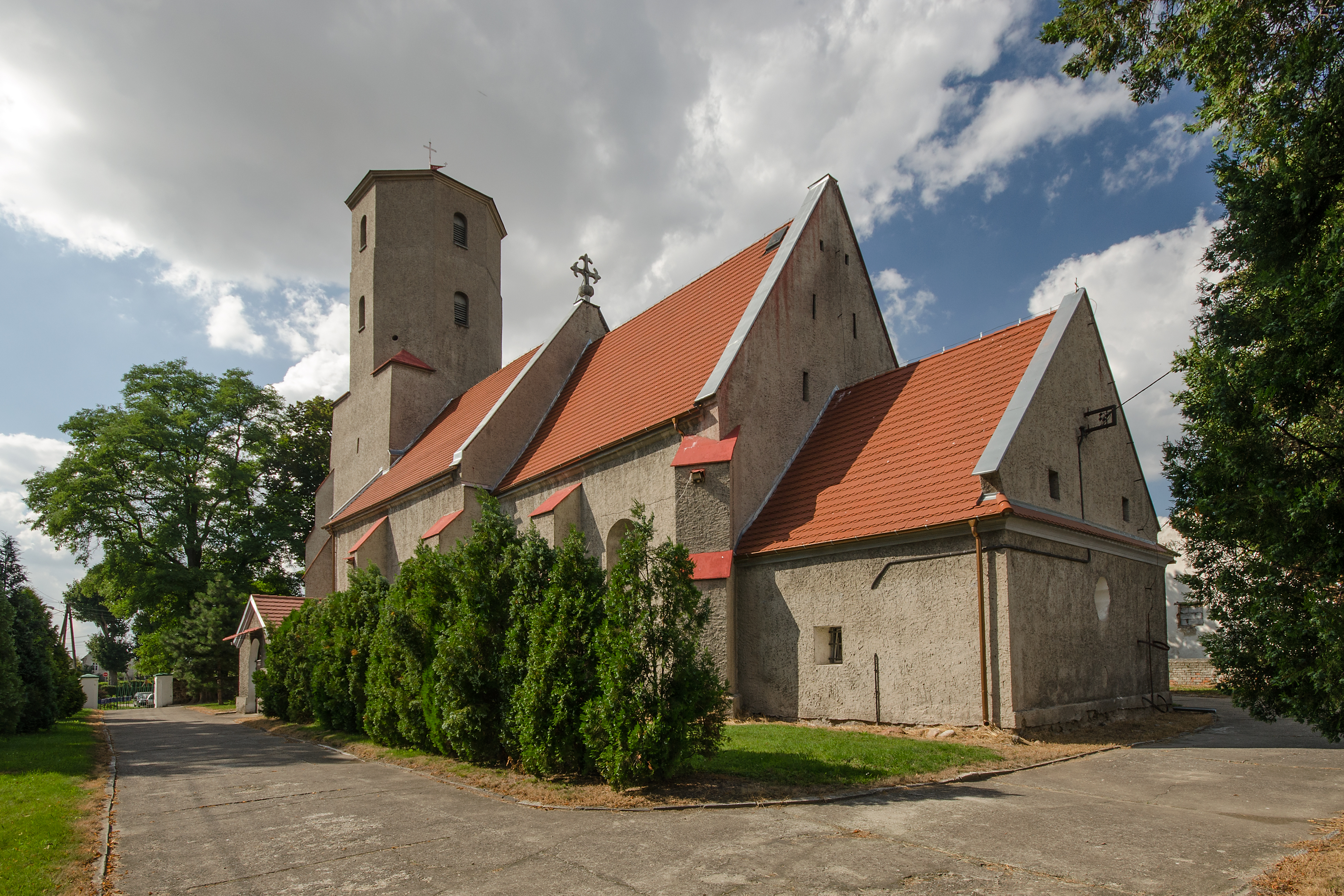
Laurentiuskirche

Lichtenberg wurde erstmals am 12. Juni 1242 urkundlich erwähnt. Damals beurkundete Herzog Boleslaw II. von Schlesien auf dem Zobten einem Hermann die Scholtisei von Lichtenberg. Dabei gewährte er ihm die gleichen Rechte, wie sie vorher Ulrich von Hohenbüchen besessen hatte. Lichtenberg wurde an der Stelle von den ehemals drei polnischen Dörfern Gozszykowicz, Cvcharowicz und Pozocowiz als deutsche Siedlung gegründet. 1290 bestätigte Herzog Heinrich V. dem Breslauer Bürger Konrad Winher den Besitz von Lichtenberg und überließ ihm zugleich das Kirchenpatronat. 1343 wurde es als „Lichtenbergk“ von der Stadt Grottkau erworben, mit der es 1344 an das geistliche Fürstentum Neisse gelangte. 1376 verkaufte der Ritter Hentschil Crecznik Lichtenberg für 1600 Mark dem Ritter Jaraczius von Pogarell, der ein Neffe des Bischofs Preczlaw von Pogarell war. 1425 bestand Lichtenbergk aus 40 Hufen; eine Scholtisei wurde damals nicht erwähnt. 1579 übte das Breslauer Domkapitel die Dorfherrschaft aus.
Nach dem Ersten Schlesischen Krieg 1742 fiel Lichtenberg mit dem größten Teil des Fürstentums Neisse an Preußen.
1810 wurde das Fürstentum Neisse säkularisiert. Nach der Neuorganisation der Provinz Schlesien gehörte die Landgemeinde Lichtenberg ab 1816 zum Landkreis Grottkau im Regierungsbezirk Oppeln. 1845 bestanden im Dorf eine katholische Kirche, eine katholische Schule, eine Brauerei, eine Brennerei, zwei Gasthäuser und 140 weitere Häuser. Im gleichen Jahr lebten in Lichtenberg 842 Menschen, davon neun evangelisch. 1855 lebten in Lichtenberg 868 Menschen im Ort. 1865 bestanden im Ort 35 Bauern-, 25 Gärtner-, 27 Häuslerstellen und zwei Halbhüfner. Die Schule wurde im gleichen Jahr von 136 Kindern besucht. 1874 wurde der Amtsbezirk Lichtenberg gegründet, der aus den Landgemeinden Herzogswalde, Lichtenberg und Woisselsdorf und den Gutsbezirken Herzogswalde und Herzogswalde (Sorgau) bestand. 1885 zählte Lichtenberg 863 Einwohner.
1933 lebten in Lichtenberg 776 und 1939 wiederum 784 Menschen. Bis Kriegsende 1945 gehörte der Ort zum Landkreis Grottkau.
Als Folge des Zweiten Weltkriegs fiel Lichtenberg 1945 wie der größte Teil Schlesiens unter polnische Verwaltung. Nachfolgend wurde der Ort in Kolnica umbenannt und der Woiwodschaft Schlesien angeschlossen. 1950 wurde es der Woiwodschaft Opole eingegliedert. Mit Abschluss des Zwei-plus-Vier-Vertrages endete die völkerrechtliche Verwaltung des Ortes und er wurde Teil Polens. 1999 kam der Ort zum neu gegründeten Powiat Brzeski (Kreis Brieg).

## Sehenswürdigkeiten
- Die römisch-katholische St.-Laurentius-Kirche (poln. Kościół św. Wawrzyńca Diakona) wurde erstmals 1242 erwähnt und Anfang des 14. Jahrhunderts neu errichtet. Nach einem Brand 1726 wurde sie im Barockstil wieder aufgebaut. Der Hauptaltar enthält ein Flachrelief mit dem Erzengel Michael sowie Figuren der hll. Sebastian, Laurentius, Florian, Rochus, Elisabeth und Hedwig. Die kleinen Evangelistenfiguren sowie das Kruzifix wurden um 1700 geschaffen; sie stammen von der ehemaligen Kanzel. Das Taufbecken mit der Darstellung Taufe Christi stammt vermutlich aus dem 18. Jahrhundert. Das Kirchengebäude steht seit 1964 unter Denkmal.[8]
- Die Kirche ist von einer Steinmauer umgeben, in der sich Schießscharten und im Westen ein mittelalterliches Granitkreuz befinden.
- Sühnekreuz aus dem 14. Jahrhundert
- Klassizistisches Wohnhaus

## Vereine
- Fußballverein LZS Kolnica